# František Omelka
František Omelka (19. srpna 1904, Staré Město u Uherského Hradiště – 23. července 1960, Otrokovice) byl učitel češtiny a zeměpisu a autor knih pro mládež, z nichž některé sám přeložil do esperanta.

## Život
František Omelka se narodil 19. srpna 1904 ve Starém Městě u Uherského Hradiště. Vystudoval klasické gymnázium v Uherském Hradišti a složil doplňovací maturitu na učitelském ústavu v Přerově. Seznámil se se svou jmenovkyní Františkou Omelkovou, také učitelkou, uzavřeli sňatek a učili na různých místech na Zlínsku a Uherskohradišťsku. Oba přispívali povídkami do různých časopisů. Po válce byl František Omelka krajským metodikem českého jazyka, získal titul „vzorný učitel“. Zemřel 23. července 1960 v Otrokovicích. V roce 1976 se Františce Omelkové podařilo vydat román Velký admirál v edici Karavana. Omelkovy knihy později zmizely z veřejných knihoven a zůstaly jen ve vědeckých. V roce 2000 mu bylo in memoriam uděleno čestné občanství města Otrokovic.

## Dílo
Jeho povídky pro mládež vycházely někdy pod vlastním jménem, jindy pod pseudonymem Rabatin. Výtvarně je doprovázeli různí ilustrátoři, mezi nimi i Zdeněk Burian a Jaromír Vraštil.
Jeho nejúspěšnější knihou je Štafeta, která vyšla i německy, esperantsky, nizozemsky, islandsky a anglicky. Zachycuje skutečnou událost z roku 1925, kdy v aljašském městě Nome propukla epidemie záškrtu v zimních měsících. Pro mrazy 60 stupňů pod nulou nemohla letadla přivést sérum. Tehdy pět statečných mužů vytvořilo štafetu a s psím spřežením každý z nich urazil zhruba 100 km mezi nejbližšími městy a tak s nasazením vlastního života zachránili životy pro ně neznámých lidí, především dětí. Omelka si o události přečetl stručný článek, pomocí kanadských esperantistů získal podrobnosti a v době války – kdy světem vládlo sobectví nejvyššího stupně – oslavil hrdinství lidí ochotných obětovat se za jiné, i zcela neznámé lidi.
Posmrtně vydaný román Velký admirál popisuje život Fernaa Magalhaese (Magellana), který jako první uskutečnil plavbu kolem světa (1519–1521), při které sám zahynul. První část knihy popisuje dětství, dospívání a mládí mořeplavce, druhá část pak vlastní plavbu.
Povídka Pomoc přijde z hor se odehrává těsně po válce, kdy mladý francouzský důstojník se v Římě z novin dozvídá, že v Paříži je souzen jeho přítel a učitel, vynálezce nového kulometu, který francouzské ministerstvo obrany za války odmítlo. Při sestřelení německé stíhačky se zjistilo, že je vybavena tímto kulometem, proto byl vynálezce po válce obviněn, že svůj vynález prodal nepříteli. Hrozil mu trest smrti. Jeho mladý přítel jako důležitý svědek nasedne do nejbližšího letadla do Paříže, avšak letadlo někde v Alpách ztroskotá na ledovci. Radista stačí odvysílat prosbu o pomoc a dojdou mu baterky. Mezi cestujícími jsou ranění, nemají léky ani potraviny. Zdraví s nadlidským vypětím pečují o raněné, teprve po týdnu jsou objeveni a zachráněni.
Mladý důstojník dorazí na poslední chvíli do Paříže, aby zachránil přítele před oprátkou.
František Omelka měl dva synovce, dospívající chlapce, kteří jako partyzáni položili životy v beskydských lesích v boji proti fašistům. Na jejich počest spisovatel napsal román Blesky nad Beskydami, v němž vylíčil partyzánský život mladých hrdinů, kteří utekli do hor v šestnácti letech a teprve v jednadvaceti se vrátili do normálního života.
Již před válkou psal F. Omelka chlapecké příběhy.
Vlci proti Mustangům je příběh dvou chlapeckých skupin, které si vlastní prací vydělaly peníze na stany a o prázdninách jely stanovat. Skupina Vlků na ostrov uprostřed řeky, Mustangové pod nedalekou zříceninou hradu. Po vzájemných zlomyslnostech je smířila povodeň, kdy společně museli bojovat o život.
Tondova dobrodružství popisují cestu patnáctiletého Tondy Ratajského za strýcem do Itálie a pak do Tunisu a přes Saharu, kde překazí loupežný útok domorodců proti karavaně a jen taktak nepřijde sám o život.
Hore dědinů a Nebezpečí láká jsou cykly povídek ze života slováckých venkovských dětí, které se ocitly v nebezpečných situacích.
Pasáček Ali převypravuje středověký příběh z Iranu o malém chlapci, jehož rodiče zahynuli při výbuchu sopky. Přijal ho lakomý strýc jako levnou pracovní sílu, ale po setkání s králem, který zabloudil na lovu a všiml si neobyčejné bystrosti malého pasáčka, se chlapec dostává do hlavního města. Když dospěje, král ho učiní strážcem státního pokladu. Aliho poctivost je trnem v oku ostatních dvořanů, kteří by poklad rádi rozkrádali. Po smrti starého krále namluví jeho synovi, že strážce pokladu je zloděj, ale Alimu se podaří nařčení vyvrátit a stává se osobním přítelem mladého krále.
Poválečná kniha Začalo to v III. A popisuje boj několika čtrnáctiletých školáků proti opisování a podvádění ve škole. Starší lidé jim vysvětlili, že opisováním škodí pouze sami sobě a svým spolužákům, protože se nic nenaučí, kromě spoléhání na to, že někdo jiný bude řešit jejich problémy.
Omelka napsal také několik pedagogických spisů pro učitele (Pedagogický takt, Výchova mravních citů, Studijní literární cesta, Práce třídního učitele, Základní vědomosti a individuální přístup k žákům, Bojoval jsem proti opisování, Zasloužilá učitelka Božena Hůlková, Jak vyučujeme mluvnici a pravopisu aj.).
Po jeho nečekané smrti vydali jeho přátelé knihu Tak jsme ho znali.